# Оптина пустинь
54°03′12″ пн. ш. 35°49′55″ сх. д. / 54.053333333333° пн. ш. 35.831944444444° сх. д.
О́птина пу́стинь (рос. Оптина пустынь) — православний чоловічий монастир поблизу Козельська, Росія. В ХІХ столітті Оптина пустинь була одним з найважливіших духовних центрів Російської православної церкви і послужила зразком для декількох інших монастирів, включаючи розташований неподалік Шамординський монастир. Особливо відомий як центр російського православного староства.

## Історія
Невідомо, коли було засновано монастир. Його назва пов'язана з ім'ям легендарного засновника — покаяного розбійника Опти.
Більшість монастирських споруд споруджені на межі 18-19 століть, коли монастир ремонтувався як центр російського староства. В 1821 році за 400 м від монастиря було споруджено скит для старців. Старці привернули натовпи побожних християн до Козельська. Оптину пустинь відвідали Федір Достоєвський, Василь Жуковський, Микола Гоголь, Іван Тургенєв та Василь Розанов. Лев Толстой також відвідав монастир, хоча він не схвалював староство.
Монастир мав багату бібліотеку, зібрану за допомогою братів-слов'янофілів Кіреєвських, обох поховано у монастирі. Філософ Костянтин Леонтьєв прожив у монастирі чотири роки і мав тут постриг. Місцевий старець святий Амвросій, ймовірно, був прототипом отця Зосими у романі Достоєвського «Брати Карамазови».
Після Російської революції старців примусово депортували з монастиря, який було передано до складу Гулагу («Козельськ-1»),. Останній ігумен з пустині був страчений у Тулі в 1938 році.
17 листопада 1987 Радянський уряд передав Оптину пустинь Російській православній церкві.